# Organo del tempio della Beata Vergine della Ghiara

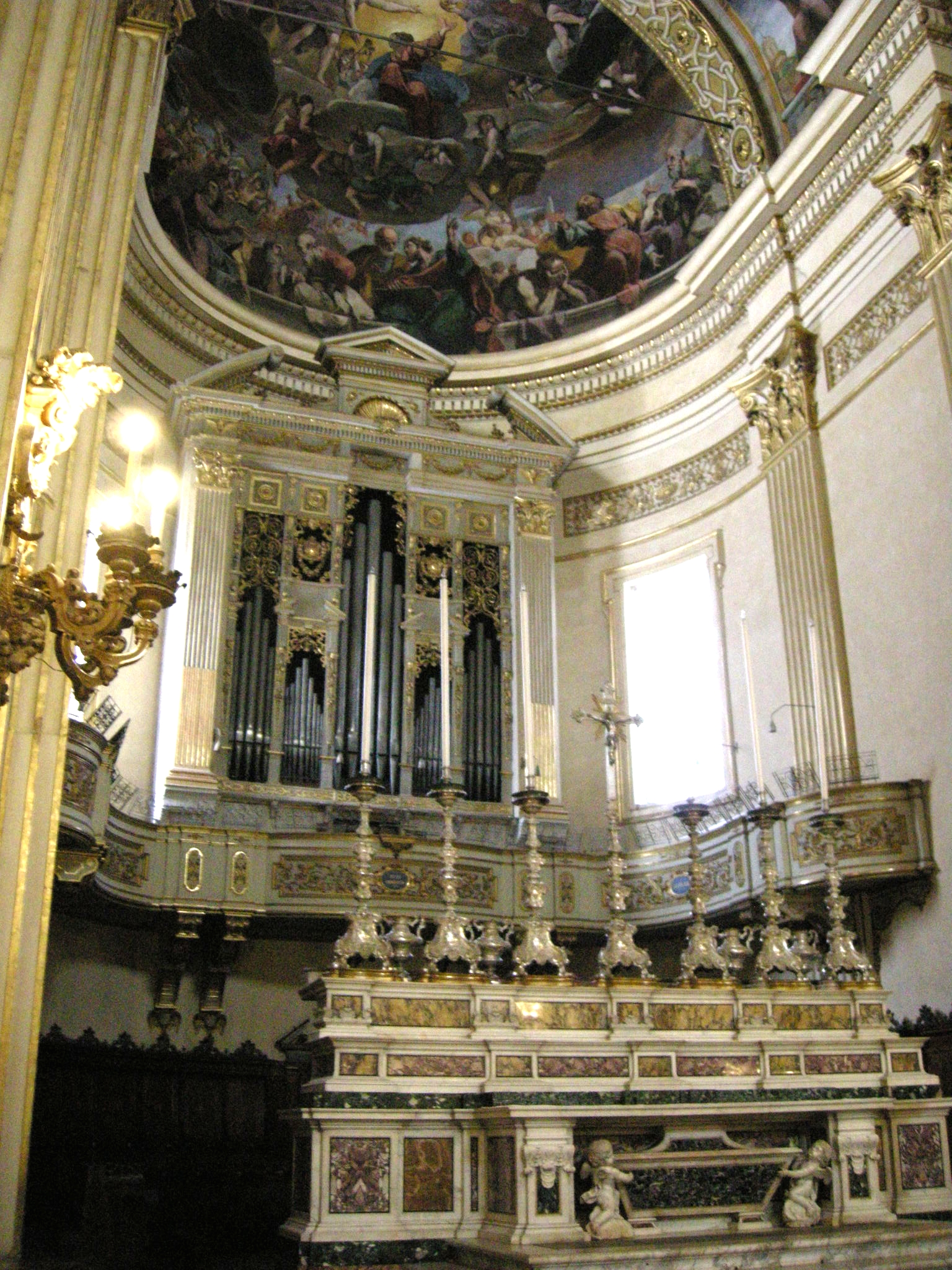
L'organo del tempio della Beata Vergine della Ghiara.

L'organo del tempio della Beata Vergine della Ghiara è un organo monumentale costruito nell'omonima basilica di Reggio Emilia.

## Storia
Un primo organo all'interno della basilica della Ghiara venne realizzato fra il 1637 e il 1640, sulla cantoria sopra l'ingresso principale, dall'organaro Antonio Colonna. Lo strumento, nel corso del XVIII secolo, subì numerosi interventi da parte di membri della famiglia Traeri e da Francesco Peroni, fra i quali l'aggiunta di un positivo tergale.
Fra il 1781 e il 1783 l'organo venne completamente ricostruito dai fratelli Paolo e Giuseppe Benedetti, i quali conservarono la cassa preesistente ma rimossero il positivo tergale. A causa dell'esiguità dello spazio a disposizione sulla cantoria, a metà del XIX secolo padre Davide da Bergamo ricevette dai servi di Maria, superiori della chiesa, l'incarico di trovare un organaro per la realizzazione di un nuovo strumento.
La ricerca, però, si rivelò infruttuosa perché nessuno si rese disponibile a costruire un organo in uno spazio così ristretto. Padre Davide, allora, diede incarico ad Antonio Sangalli di restaurare lo strumento dei fratelli Benedetti. Nel 1890 la ditta Lingiardi spostò l'organo, collocandolo nella sua posizione attuale, l'abside.
Gli ultimi interventi di restauro vennero effettuati nel 1981 dalla ditta Tamburini, la quale ripristinò alcuni registri originali dei Benedetti. La manutenzione ordinaria è affidata agli organari Federico e Pierpaolo Bigi di Castellazzo. Lo strumento è inserito all'interno di diversi festival organistici internazionali, che, specialmente durante la stagione estiva, vi tengono alcuni concerti.

## Caratteristiche tecniche
La facciata è composta da 33 canne di principale in stagno, disposte a cuspide in cinque campate secondo lo schema 5-9-5-9-5. La consolle è a finestra e dispone di due manuali da 62 note ciascuno (Do-1 - Fa5), con prima ottava corta. I tasti diatonici sono in palissandro, mentre quelli cromatici sono in osso. La divisione bassi-soprani è fra il La2 e il Si♭2. La pedaliera, non originale, è dritta e dispone di 27 note (Do1 - Do3).
I registri per il Primo Organo e per il Pedale sono azionabili da manette a incastro a scorrimento laterale, disposte su due colonne alla destra dei manuali. I registri per il Positivo, invece, sono attivabili mediante leve ad abbassamento verticale, posizionate alla sinistra dei manuali. Il temperamento è inequabile. La trasmissione è interamente meccanica e l'aria è fornita da tre mantici a cuneo, azionabili a mano o mediante elettroventilatore. La disposizione fonica è la seguente:
| Secondo manuale – Primo Organo    |                  |   |
| Principale                        | 16' bassi        | O |
| Principale                        | 16' soprani      | O |
| Ottava                            | 8'               | O |
| Duodecima                         |                  | O |
| Decimaquinta                      |                  | O |
| Decimanona                        |                  | O |
| Vigesimaseconda                   |                  | O |
| Vigesimasesta                     |                  | O |
| Trigesimaterza                    |                  | O |
| Trigesimasesta                    |                  | O |
| Sesquinta                         |                  | O |
| Sesquiottava                      |                  | O |
| Fiffaro                           | 8'               | P |
| Flauto in duodecima               | 2' 2/3           | P |
| Cornetto I                        | VIII-XII soprani | P |
| Cornetto II                       | XV-XVII soprani  | P |
| Flauto in ottava                  | 8'               | O |
| Fagotto                           | 8' bassi         | I |
| Trombe                            | 8' soprani       | I |
| Tromboncini                       | 8' bassi         | I |
| Tromboncini                       | 8' soprani       | I |
| Sesquialtera                      |                  | I |
| Contrabbassi e rinforzi al pedale |                  | O |

| Primo manuale - Positivo |                 |   |
| Principale               | 8'              | O |
| Ottava                   | 4'              | O |
| Quintadecima             |                 | O |
| Decimanona               |                 | O |
| Vigesimaseconda          |                 | O |
| Voce umana               | 8'              | P |
| Flauto in ottava         | 4'              | O |
| Flauto in duodecima      | 2' 2/3          | P |
| Cornetto                 | XII soprani     | I |
| Cornetto                 | XV-XVII soprani | I |
| Tromboncino              | 8'              | I |

| Accessori                                           |
| Pedaletto per tiratutti                             |
| Due pedaletti per combinazione libera alla lombarda |
| Timballi ai pedali                                  |
| Unione manuali                                      |
| Terza mano                                          |

O = originale dei fratelli Benedetti.
P = parzialmente ripristinato da Tamburini.
I = interamente ripristinato da Tamburini.